# 馬南塔利水壩
馬南塔利水壩（法語：Barrage hydroélectrique de Manantali）是西非國家馬里境內的水壩，位於卡伊區巴富拉貝東南90公里的巴芬河上，水壩於1981年開始興建，1987年竣工，2001年開始用作水力發電。水壩調節塞內加爾河水位讓船隻航行，湖水用作灌漑面積2,550平方公里的地區。